# Narella biannulata
Narella biannulata är en korallart som först beskrevs av Sôichirô Kinoshita 1907.  Narella biannulata ingår i släktet Narella och familjen Primnoidae. Inga underarter finns listade i Catalogue of Life.